# Rafael Barradas
Pour les articles homonymes, voir Barradas.
Rafael Pérez Barradas (Montevideo, 4 janvier 1890 - 12 février 1929), est un dessinateur et peintre uruguayen.

## Biographie et œuvre
Rafael Pérez Barradas fut un peintre uruguayen, fils d'un couple d'Espagnols et autodidacte. Malgré sa courte vie de 39 ans, il réalisa des œuvres qui le classèrent parmi les plus importants de sa génération, notamment en Espagne où il révolutionna la peinture et influença les principaux courants artistiques de l'époque, notamment par sa présence au sein de la génération de 27.

### Europe (1913)
Il voyagea en Europe en 1913 grâce à son ami, le chanteur Alfredo Medici qui partagea la bourse d'études offerte par le gouvernement uruguayen pour qu'il se perfectionnât au Théâtre de la Scala de Milan. Il rencontra là-bas les futuristes italiens et voyagea à Paris à la fin de cette même année. Il eut là-bas la possibilité de voir les mouvements d'avant-garde qui y étaient en gestation avant de rentrer à Milan.
Il développa une expression picturale, conscient de donner à ses dessins une grande force expressive appuyée sur un excellent chromatisme qu'il définit comme « vibrationnisme ». À Barcelone où il déménagea en 1914, il prit contact avec de jeunes poètes catalans avant-gardistes comme Joan Salvat-Papasseit et Juan Gutiérrez Gili.

### Barcelone et Saragosse
En décembre 1914, il partit de la Cité Condale pour Madrid à pied, mais il n'atteignit que l'Aragon où il fut recueilli par une famille paysanne qui l'aida à survivre. Ainsi, en 1915, il se maria à Saragosse avec Simona Lainez y Saz, plus connue comme Pilar, fille de cette famille. Il exposa ses œuvres deux fois en décembre de cette année ; en 1923 il revint dans cette campagne aragonaise, à Luco de Jiloca et peignit la série des « Magnifiques », personnages du village dans leurs occupations quotidiennes dans des tons noirs très expressifs. Avec cette palette sombre il abandonna le vibrationnisme.

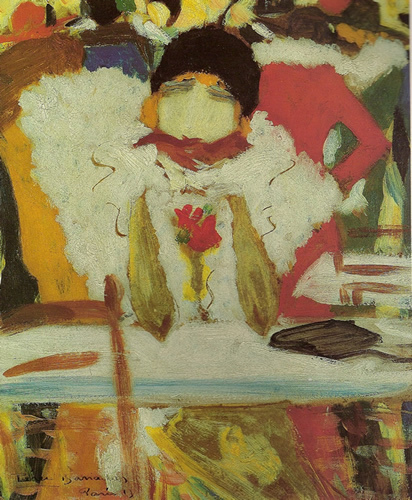
Rafael Barradas, Le Tango, 1913.
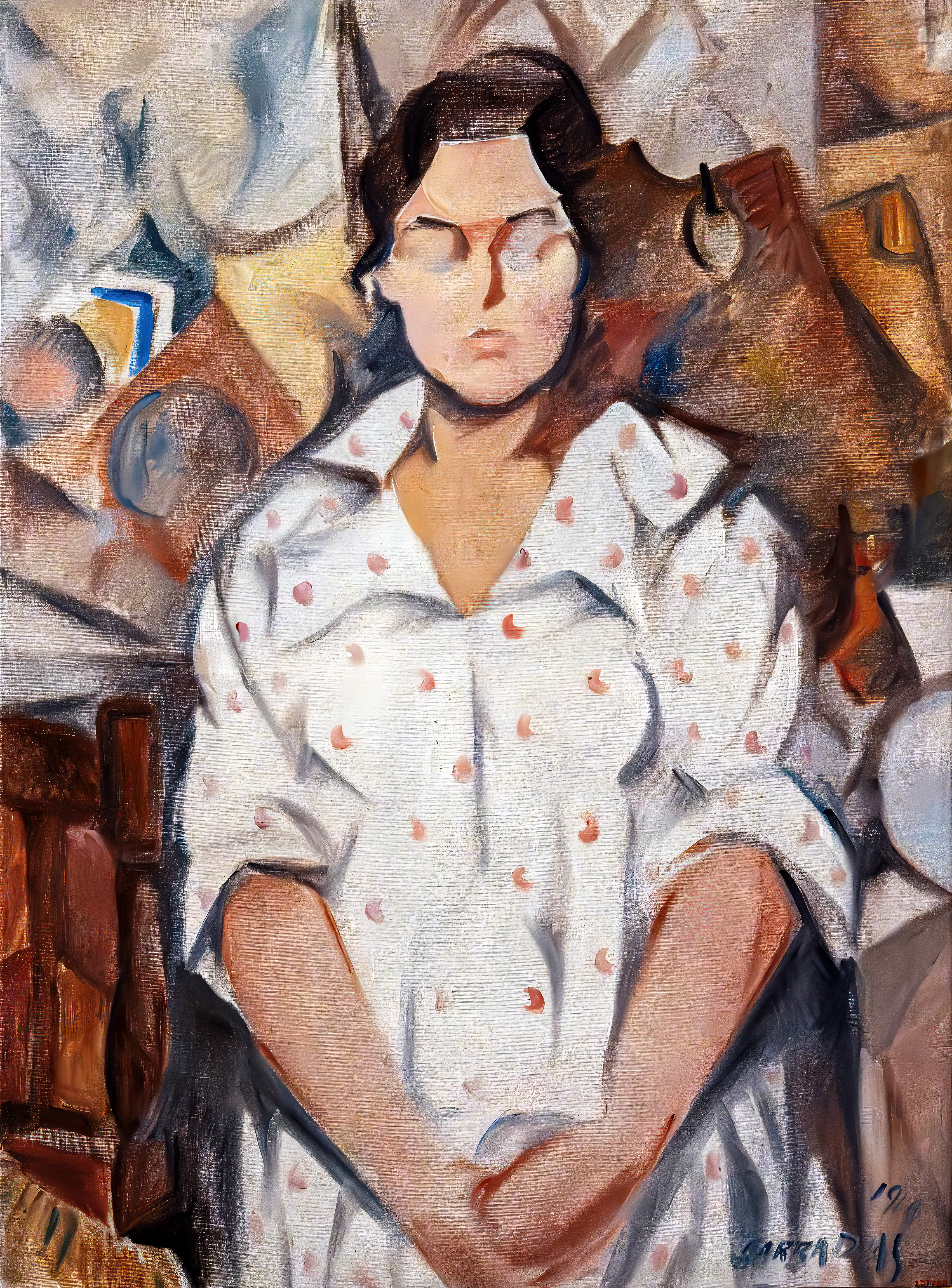
Portrait de Pilar, 1919 Musée national d'Art de Catalogne[2].
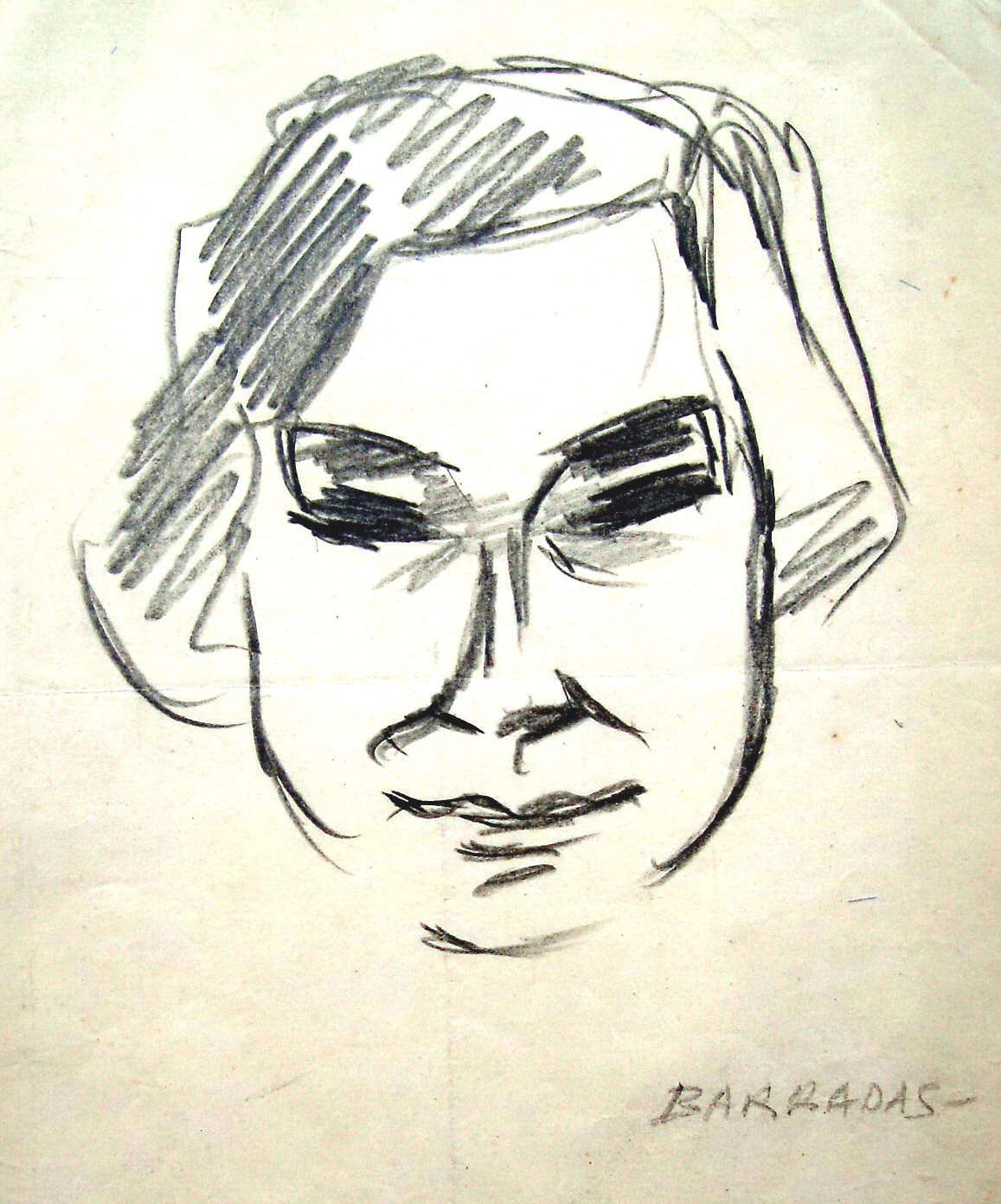
Portrait de Margarita Xirgu, 1920.

### Barcelone
Il revint entretemps à Barcelone, en 1916 avec son épouse Pilar et se réunit avec sa famille venue de Montevideo pour s'installer tous ensemble. Il se lia d'amitié avec son compatriote Joaquín Torres García lors d'une exposition à la galerie Joseph Dalmau en décembre 1917. Les œuvres de Torres García changèrent à partir du moment où il rencontra le vibrationnisme de Barradas. Des années plus tard, il développa l'Universalisme constructif.

### Madrid
En 1919, il déménagea à Madrid et s'installa dans le quartier d'Atocha où il fréquenta les écrivains, poètes et artistes de la capitale espagnole. Parmi ses amis les plus célèbres se trouvent : Guillermo de Torre, Jorge Luis Borges, Norah Borges, el Andaluz Federico García Lorca, Salvador Dalí, Ramón Gómez de la Serna, Benjamín Jarnés, Manuel Abril, Pérez de la Ossa, Luis Buñuel et José Francés, qui le présenta à Gregorio Martínez Sierra. Ce dernier l'employa pour dessiner les vêtements et les scènes du Théâtre Eslava, où il eut un rôle important au théâtre des enfants (saison 1921-22) développé par un intérêt réciproque pour son ami Joaquín Torres-García, qu'il relate énormément dans sa correspondance en relation avec le futurisme italien. Il illustra avec ses dessins les œuvres des éditions Estrella de Gregorio Martínez Sierra, où il participa pour les éditions en espagnol de Lorenzaccio; Tiempos difíciles; Ella y Él; Tú eres la Paz; Gaudeamus; etc., et avec Ramón Gómez de la Serna dans Calpe. Il collabora à de nombreuses revues d'art (notamment Tableros avec  Borges) et publications pour enfant notamment avec les éditions Saturnino Calleja. Il influença la peinture du jeune Salvador Dalí et le sculpteur Alberto Sánchez. Il fut considéré comme l'inspirateur de la « génération de 27»

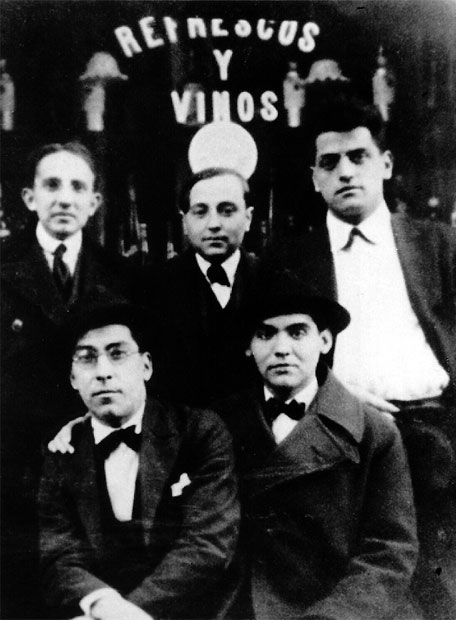
Benjamín Jarnés, Humberto Pérez de la Ossa, Luis Buñuel, Rafael Barradas et Federico García Lorca. Madrid, 1923

Les débats auxquels il participait étaient fréquentés par l'avant-garde espagnole. Il participa à la première exposition d'artistes ibériques de 1925 et présenta durant cette même année Un Teatro de Arte de Martínez Sierra à l'Exposition des Arts Décoratifs de Paris qui gagna le premier prix alors que Barradas reçut le Grand Prix. À la fin de cette année et au début de 1926, il se rendit à Saint-Jean-de-Luz où il passa une saison à produire une série de dessins et d'aquarelles du port et de ses personnages.
En 1926, après avoir rompu sèchement avec Martínez Sierra, il déménagea à  Hospitalet de Llobregat, en Catalogne où il développa une série de Mystiques, peintures d'évocation religieuse, puis en 1928, une série d'Estampes de Montévidéo inspirées de sa ville natale et de ses quartiers sud. Sa santé se dégradait et il anticipait sa mort, mais son optimisme lui permit de réunir chez lui tous les artistes catalans d'avant-garde, notamment Garran, Ferrant, Gili, Lorca, Dalí et Marinetti. Il réalisa la première et seule exposition de dessins de Federico García Lorca à la galerie Dalmau de Barcelone.

### Retour à Montevideo
En novembre 1928, il rentra en Uruguay, très malade et mourut peu de temps plus tard, le 12 février 1929 laissant la plus grande partie de son œuvre à sa famille qui l'exposa de manière permanente dans sa maison natale.
La famille en fit don au ministère de l'éducation et de la culture d'Uruguay en 1969 afin de créer un musée Barradas qui se trouve depuis 1972 au Musée national des Arts visuels de Montevideo. La première grande exposition au Musée National des Arts Visuels a lieu en 1972, réunissant quelque 500 œuvres de l'artiste. En 2013, le musée présente une nouvelle fois au public sa collection au sein d'une exposition temporaire très attendue par la critique.